# 白蓮潟
白蓮潟（しらはすがた）は、新潟県の信濃川と中ノ口川に挟まれたエリア、現在の新潟市南区臼井地区にあった広大な潟湖である。

## 概要
赤渋村の名主青木兵右衛門が干拓し、寛文4年（1664年）に500町の水田が開発された。その後も残された部分の開発が続き寛政2年（1790年）に全面的に干拓・開発された。
近隣には鎌倉潟（新潟市秋葉区鎌倉）、大月潟、楊枝潟、田潟（新潟市西区）、鎧潟など多くの潟湖が存在したが治水のため干拓されている。